# Министерство юстиции Литовской Республики
Министерство юстиции Литовской Республики (Минюст Литвы, лит. Lietuvos Respublikos teisingumo ministerija, LR TM) — министерство Литовской Республики, проводящее государственную политику в Литве и осуществляющее управление в сфере юстиции, а также координирующее деятельность в этой сфере иных органов исполнительной власти; министерство юстиции.

## Структура
Возглавляет министерство министр юстиции. В его подчинении 2 заместителей.

## Министры юстиции
- Пранас Курис (17 марта 1990 — 13 января 1991)
- Витаутас Пакальнишкис (13 января 1991 — 21 июля 1992)
- Зенонас Юкнявичюс (21 июля 1992 — 2 декабря 1992)
- Йонас Прапестис (2 декабря 1992 — 23 апреля 1996)
- Альбертас Валис (23 апреля 1996 — 4 декабря 1996)
- Витаутас Пакальнишкис (4 декабря 1996 — 1 июня 1999)
- Гинтарас Бальчюнас (1999—2000)
- Гинтаутас Барткус (2000—2001)
- Витаутас Маркявичюс (2001—2004)
- Гинтаутас Бужинскас (2004—2006)
- Пятрас Багушка (2006—2008)
- Ремигиюс Шимашюс (2008—2012)
- Юозас Бернатонис (2012—2016)
- Милда Вайнюте (2016—2018)
- Эльвинас Янкявичюс (2016—2020)
- Эвелина Добровольска (2020 — настоящее время)